# AFI's 100 Years...100 Songs
Parte a seriei AFI 100 de ani, AFI 100 Songs este o listă cu cele mai bune 100 de melodii din cinematografia americană. Lista a fost prezentată de către Institutul American de Film la 22 iunie 2004 într-o prezentare specială CBS găzduită de John Travolta care apare în două filme din listă: Saturday Night Fever și Grease.

## Lista
| #   | Cântec                                         | Film                               | An   | Interpret                                                 |
| --- | ---------------------------------------------- | ---------------------------------- | ---- | --------------------------------------------------------- |
| 1   | "Over the Rainbow"                             | The Wizard of Oz                   | 1939 | Judy Garland                                              |
| 2   | "As Time Goes By"                              | Casablanca                         | 1942 | Dooley Wilson                                             |
| 3   | "Singin' in the Rain"                          | Singin' in the Rain                | 1952 | Gene Kelly                                                |
| 4   | "Moon River"                                   | Breakfast at Tiffany's             | 1961 | Audrey Hepburn                                            |
| 5   | "White Christmas"                              | Holiday Inn                        | 1942 | Bing Crosby                                               |
| 6   | "Mrs. Robinson"                                | The Graduate                       | 1967 | Simon & Garfunkel                                         |
| 7   | "When You Wish upon a Star"                    | Pinocchio                          | 1940 | Cliff Edwards(as Jiminy Cricket)                          |
| 8   | "The Way We Were"                              | The Way We Were                    | 1973 | Barbra Streisand                                          |
| 9   | "Stayin' Alive"                                | Saturday Night Fever               | 1977 | The Bee Gees                                              |
| 10  | "The Sound of Music"                           | The Sound of Music                 | 1965 | Julie Andrews                                             |
| 11  | "The Man That Got Away"                        | A Star Is Born                     | 1954 | Judy Garland                                              |
| 12  | "Diamonds Are a Girl's Best Friend"            | Gentlemen Prefer Blondes           | 1953 | Marilyn Monroe                                            |
| 13  | "People"                                       | Funny Girl                         | 1968 | Barbra Streisand                                          |
| 14  | "My Heart Will Go On"                          | Titanic                            | 1997 | Celine Dion                                               |
| 15  | "Cheek to Cheek"                               | Top Hat                            | 1935 | Fred Astaire, Ginger Rogers                               |
| 16  | "Evergreen (Love Theme from A Star Is Born)"   | A Star Is Born                     | 1976 | Barbra Streisand                                          |
| 17  | "I Could Have Danced All Night"                | My Fair Lady                       | 1964 | Marni Nixon (dubbing Audrey Hepburn)                      |
| 18  | "Cabaret"                                      | Cabaret                            | 1972 | Liza Minelli                                              |
| 19  | "Some Day My Prince Will Come"                 | Snow White and the Seven Dwarfs    | 1937 | Adriana Caselotti(as Snow White)                          |
| 20  | "Somewhere"                                    | West Side Story                    | 1961 | Jimmy Bryant, Marni Nixon                                 |
| 21  | "Jailhouse Rock"                               | Jailhouse Rock                     | 1957 | Elvis Presley                                             |
| 22  | "Everybody's Talkin'"                          | Midnight Cowboy                    | 1969 | Harry Nilsson                                             |
| 23  | "Raindrops Keep Fallin' on My Head"            | Butch Cassidy and the Sundance Kid | 1969 | B.J. Thomas                                               |
| 24  | "Ol' Man River"                                | Show Boat                          | 1936 | Paul Robeson                                              |
| 25  | "High Noon (Do Not Forsake Me, Oh My Darlin')" | High Noon                          | 1952 | Tex Ritter                                                |
| 26  | "The Trolley Song"                             | Meet Me in St. Louis               | 1944 | Judy Garland                                              |
| 27  | "Unchained Melody"                             | Ghost                              | 1990 | The Righteous Brothers                                    |
| 28  | "Some Enchanted Evening"                       | South Pacific                      | 1958 | Giorgio Tozzi                                             |
| 29  | "Born to Be Wild"                              | Easy Rider                         | 1969 | Steppenwolf                                               |
| 30  | "Stormy Weather"                               | Stormy Weather                     | 1943 | Lena Horne                                                |
| 31  | "Theme from New York, New York"                | New York, New York                 | 1977 | Liza Minnelli                                             |
| 32  | "I Got Rhythm"                                 | An American in Paris               | 1951 | Gene Kelly                                                |
| 33  | "Aquarius"                                     | Hair                               | 1979 | Ren Woods, Ansamblu                                       |
| 34  | "Let's Call the Whole Thing Off"               | Shall We Dance                     | 1937 | Fred Astaire, Ginger Rogers                               |
| 35  | "America"                                      | West Side Story                    | 1961 | Rita Moreno, George Chakiris, Ansamblu                    |
| 36  | "Supercalifragilisticexpialidocious"           | Mary Poppins                       | 1964 | Julie Andrews, Dick Van Dyke, Ansamblu                    |
| 37  | "Swinging on a Star"                           | Going My Way                       | 1944 | Bing Crosby                                               |
| 38  | "Theme from Shaft"                             | Shaft                              | 1971 | Isaac Hayes, Chorus                                       |
| 39  | "Days of Wine and Roses"                       | Days of Wine and Roses             | 1962 | Chorus                                                    |
| 40  | "Fight the Power"                              | Do the Right Thing                 | 1989 | Public Enemy                                              |
| 41  | "New York, New York"                           | On the Town                        | 1949 | Gene Kelly, Frank Sinatra, and Jules Munshin              |
| 42  | "Luck Be a Lady"                               | Guys and Dolls                     | 1955 | Marlon Brando, Ansamblu                                   |
| 43  | "The Way You Look Tonight"                     | Swing Time                         | 1936 | Fred Astaire                                              |
| 44  | "Wind Beneath My Wings"                        | Beaches                            | 1988 | Bette Midler                                              |
| 45  | "That's Entertainment"                         | The Band Wagon                     | 1953 | Fred Astaire, Jack Buchanan, Nanette Fabray, Oscar Levant |
| 46  | "Don't Rain on My Parade"                      | Funny Girl                         | 1968 | Barbra Streisand                                          |
| 47  | "Zip-a-Dee-Doo-Dah"                            | Song of the South                  | 1947 | James Baskett                                             |
| 48  | "Que Sera, Sera (Whatever Will Be, Will Be)"   | The Man Who Knew Too Much          | 1956 | Doris Day                                                 |
| 49  | "Make 'Em Laugh"                               | Singin' in the Rain                | 1952 | Donald O'Connor                                           |
| 50  | "Rock Around the Clock"                        | Blackboard Jungle                  | 1955 | Bill Haley and His Comets                                 |
| 51  | "Fame"                                         | Fame                               | 1980 | Irene Cara                                                |
| 52  | "Summertime"                                   | Porgy and Bess                     | 1959 | Loulie Jean Norman                                        |
| 53  | "Goldfinger"                                   | Goldfinger                         | 1964 | Shirley Bassey                                            |
| 54  | "Shall We Dance?"                              | The King and I                     | 1956 | Marni Nixon, Yul Brynner                                  |
| 55  | "Flashdance... What a Feeling"                 | Flashdance                         | 1983 | Irene Cara                                                |
| 56  | "Thank Heaven for Little Girls"                | Gigi                               | 1958 | Maurice Chevalier                                         |
| 57  | "The Windmills of Your Mind"                   | The Thomas Crown Affair            | 1968 | Noel Harrison                                             |
| 58  | "Gonna Fly Now"                                | Rocky                              | 1976 | DeEtta Little, Nelson Pigford                             |
| 59  | "Tonight"                                      | West Side Story                    | 1961 | Marni Nixon, Jimmy Bryant                                 |
| 60  | "It Had to Be You"                             | When Harry Met Sally...            | 1989 | Frank Sinatra, Harry Connick Jr.                          |
| 61  | "Get Happy"                                    | Summer Stock                       | 1950 | Judy Garland                                              |
| 62  | "Beauty and the Beast"                         | Beauty and the Beast               | 1992 | Angela Lansbury(as Mrs. Potts)                            |
| 63  | "Thanks for the Memory"                        | The Big Broadcast of 1938          | 1938 | Bob Hope, Shirley Ross                                    |
| 64  | "My Favorite Things"                           | The Sound of Music                 | 1965 | Julie Andrews                                             |
| 65  | "I Will Always Love You"                       | The Bodyguard                      | 1992 | Whitney Houston                                           |
| 66  | "Suicide Is Painless"                          | MASH                               | 1970 | Johnny Mandel                                             |
| 67  | "Nobody Does It Better"                        | The Spy Who Loved Me               | 1977 | Carly Simon                                               |
| 68  | "Streets of Philadelphia"                      | Philadelphia                       | 1993 | Bruce Springsteen                                         |
| 69  | "On the Good Ship Lollipop"                    | Bright Eyes                        | 1934 | Shirley Temple                                            |
| 70  | "Summer Nights"                                | Grease                             | 1978 | John Travolta, Olivia Newton-John                         |
| 71  | "(I'm a) Yankee Doodle Dandy"                  | Yankee Doodle Dandy                | 1942 | James Cagney                                              |
| 72  | "Good Morning"                                 | Singin' in the Rain                | 1952 | Gene Kelly, Donald O'Connor, Debbie Reynolds              |
| 73  | "Isn't It Romantic?"                           | Love Me Tonight                    | 1932 | Maurice Chevalier, Jeanette MacDonald                     |
| 74  | "Rainbow Connection"                           | The Muppet Movie                   | 1979 | Jim Henson(as Kermit the Frog)                            |
| 75  | "Up Where We Belong"                           | An Officer and a Gentleman         | 1982 | Joe Cocker, Jennifer Warnes                               |
| 76  | "Have Yourself a Merry Little Christmas"       | Meet Me in St. Louis               | 1944 | Judy Garland                                              |
| 77  | "The Shadow of Your Smile"                     | The Sandpiper                      | 1965 | Chorus                                                    |
| 78  | "9 to 5"                                       | Nine to Five                       | 1980 | Dolly Parton                                              |
| 79  | "Arthur's Theme (Best That You Can Do)"        | Arthur                             | 1981 | Christopher Cross                                         |
| 80  | "Springtime for Hitler"                        | The Producers                      | 1968 | Ansamblu                                                  |
| 81  | "I'm Easy"                                     | Nashville                          | 1975 | Keith Carradine                                           |
| 82  | "Ding-Dong! The Witch Is Dead"                 | The Wizard of Oz                   | 1939 | Ansamblu                                                  |
| 83  | "The Rose"                                     | The Rose                           | 1979 | Bette Midler                                              |
| 84  | "Put the Blame on Mame"                        | Gilda                              | 1946 | Anita Ellis                                               |
| 85  | "Come What May"                                | Moulin Rouge!                      | 2001 | Nicole Kidman, Ewan McGregor                              |
| 86  | "(I've Had) The Time of My Life"               | Dirty Dancing                      | 1987 | Bill Medley, Jennifer Warnes                              |
| 87  | "Buttons and Bows"                             | The Paleface                       | 1948 | Bob Hope                                                  |
| 88  | "Do Re Mi"                                     | The Sound of Music                 | 1965 | Julie Andrews, Ansamblu                                   |
| 89  | "Puttin' on the Ritz"                          | Young Frankenstein                 | 1974 | Gene Wilder, Peter Boyle                                  |
| 90  | "Seems Like Old Times"                         | Annie Hall                         | 1977 | Diane Keaton                                              |
| 91  | "Let the River Run"                            | Working Girl                       | 1988 | Carly Simon                                               |
| 92  | "Long Ago (and Far Away)"                      | Cover Girl                         | 1944 | Gene Kelly, Martha Mears                                  |
| 93  | "Lose Yourself"                                | 8 Mile                             | 2002 | Eminem                                                    |
| 94  | "Ain't Too Proud to Beg"                       | The Big Chill                      | 1983 | Temptations                                               |
| 95  | "(We're Off on the) Road to Morocco"           | Road to Morocco                    | 1942 | Bing Crosby, Bob Hope                                     |
| 96  | "Footloose"                                    | Footloose                          | 1984 | Kenny Loggins                                             |
| 97  | "Forty-Second Street"                          | 42nd Street                        | 1933 | Ruby Keeler, Dick Powell, Ansamblu                        |
| 98  | "All That Jazz"                                | Chicago                            | 2002 | Catherine Zeta-Jones, Renée Zellweger                     |
| 99  | "Hakuna Matata"                                | The Lion King                      | 1994 | Nathan Lane, Ernie Sabella, Jason Weaver, Joseph Williams |
| 100 | "Old Time Rock and Roll"                       | Risky Business                     | 1983 | Bob Seger                                                 |